# Міністерство інформації

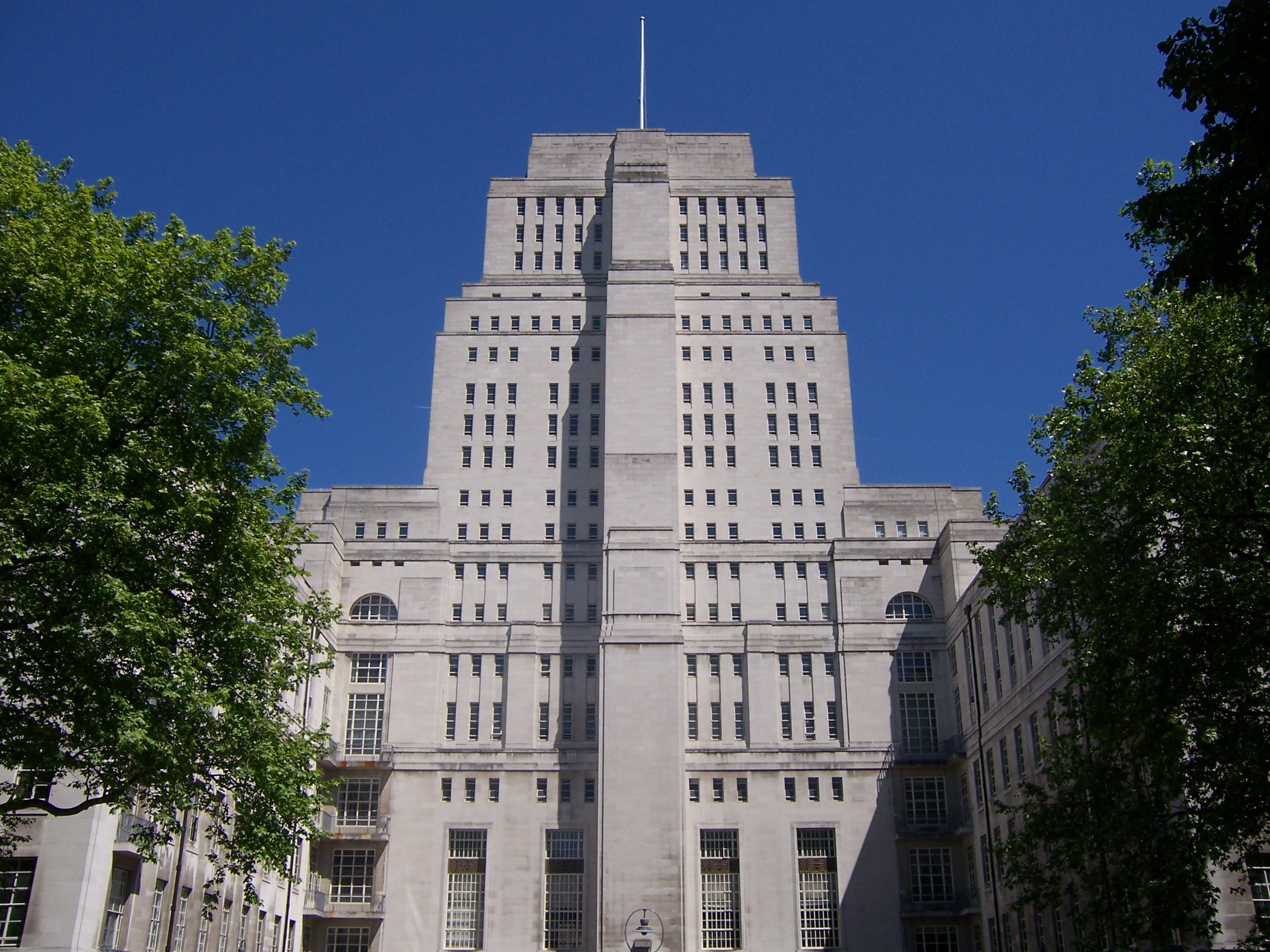
Будинок Сенату, Лондон, Міністерство інформації під час Другої світової війни.

Міністе́рство інформа́ції — створено 4 вересня 1939 року — наступного дня після оголошення Великою Британією війни Німеччині. Функцією міністерства було «просування національної справи для громадськості в країні і за кордоном під час війни» шляхом випуску «Національної пропаганди» та контролю новин та інформації.
Міністерство інформації мало 3 тис. штатних співробітників, які працювали безпосередньо в Англії та 3,6 тис. співробітників — за кордоном, які підпорядковувались англійським посольствам та дипломатичним місіям.